# Forza Italia
|  | For det nuværende italienske politiske parti stiftet i 2013, se Forza Italia (2013) |
Forza Italia (FI) var et centrum-højre liberalkonservativt politisk parti i Italien, med kristendemokratiske,  liberale ((især økonomisk liberale), socialdemokratiske og populistiske tendenser. Det blev grundlagt af Silvio Berlusconi, som var Italiens premierminister fire gange.
Partiet blev stiftet i december 1993 og vandt sit første parlamentsvalg kort tid efter i marts 1994. Det var det største medlem i flere regeringskoalitioner. I hele sin levetid var partiet kendetegnet ved en stærk afhængighed af sin leders personlige image og karisma (det er blevet kaldt et "personlighedsparti" eller Berlusconis "personlige parti"), og en dygtig brug af mediekampagner, især via tv. Partiets organisation og ideologi afhang i høj grad af dets leder. Dets appel til vælgerne var baseret på Berlusconis personlighed mere end på dets ideologi eller program.
I november 2008 stemte partiets nationalråd under ledelse af Alfredo Biondi for at fusionere Forza Italia med Alleanza Nazionale og flere mindre partier til Il Popolo della Libertà (Frihedens Folk, PdL), Berlusconis nye politiske parti, hvis officielle stiftelse fandt sted i marts 2009. Et nyt Forza Italia blev etableret af Berlusconi som PdL's juridiske efterfølger i 2013.
"Forza Italia" kan oversættes til "Fremad, Italien" eller "Kom så, Italien!". "Forza Italia!" er brugt som kampråb ved internationale sportsbegivenheder.